# Emmanuelle Mikula
Emmanuelle Mikula (ur. 24 lipca 1968) – francuska judoczka. Startowała w Pucharze Świata w latach 1989–1993, 1995 i 1997. Wicemistrzyni Europy w 1988, a także zdobyła trzy medale w drużynie. Brązowa medalistka akademickich MŚ w 1988. Wicemistrzyni Francji w 1987, 1991 i 1996 roku.